# Filipówka (potok)
Filipówka – potok, lewy dopływ Dulówki o długości 10,31 km. 
Potok płynie w województwie małopolskim. Powstaje z połączenia dwóch strumieni: Filipówki Górnej (wypływającej ze zbocza południowo-zachodniego Ostrońskiej Góry z Lasu Gąszcze w północnej części miękińskiego przysiółku Stawiska, do której z zachodu wpływa niewielki potok) oraz Filipówki Dolnej (wypływającej ze zbocza południowo-wschodniego tej góry na Wyżynie Olkuskiej - najbardziej wysunięte na północ źródło potoku znajduje się w Wąwozie Sztuczki pomiędzy Łanami a Nową Górą-Paryżem. Z wschodniej strony dopływają cztery niewielkie potoki). W Miękini oba strumienie łączą się. Filipówka płynie południkowo przez Filipowice w Dolinie Filipówki. Od wschodu wpada do niej niewielki strumień wypływający z półnonego zbocza Kowalskiej Góry. Natomiast ze wschodnich zboczy Gierasowej Góry wypływaja potoki, które zasilają Filipówkę. Również ze wschodnich zboczy Góry Lewicki potoki wpływają do Filipówki. Przy północno-zachodniej części Woli Filipowskiej potok skręca na zachód, wpływają do niej potoki z północy - np. Kamienice z Doliny Kamienic i inne potoki z południowych zboczy Miękińskiej Góry oraz potoku koło Starego Szpitala w Krzeszowicach. Tam też skręca na południe płynie pod drogą krajową nr 79 i linią kolejową Kraków - Katowice i po 300 m pod wpada do Dulówki, która płynie jeszcze ok. 700 m na wschód i wpada do Krzeszówki.
Potok nazywany była także Cudowną, co odnotowuje "Słownik Geograficzny Królestwa Polskiego" z 1881 roku. Brało się to stąd, że okolicznym mieszkańcom Filipowic miały ustępować różne dolegliwości po wypiciu wody pobranej ze źródła w tzw. Padańcu.